# Односи Бугарске и Румуније
Односи Бугарске и Румуније су инострани односи Републике Бугарске и Румуније.

## Историја односа
Румунија је стекла независност а Бугарска аутономију у време Велике источне кризе.
Две државе су се сукоблиле у два велика рата око територије Добруџе: Други балкански рат и Први светски рат.
Две државе су биле чланице Сила Осовине у Другом светском рату са тиме да је Румунија повратила јужну Добруџу Бугарској 1940.
Обе државе су биле чланице Варшавског пакта од 1955. до 1991.

## Међународне организације
Обе државе су чланице НАТО пакта од 2004.
Обе државе су чланице Европске уније од 2007.